# Wilhelm Sander (Architekt)
Ernst Julius Wilhelm „Willi“ Sander (* 10. Dezember 1860 in Berlin; † 22. November 1930 in Lüderitz, Südwestafrika) war ein vor allem in der Kolonie Deutsch-Südwestafrika, dem heutigen Namibia, tätiger deutscher Architekt und Bauunternehmer (Mitinhaber des Unternehmens Sander & Kock).

## Leben und Werke
Sander studierte an der Baugewerkschule Höxter und arbeitete in zunächst Berlin, wo er unter anderem von 1892 bis 1895 das Emisch-Haus und weitere Villen in der Villenkolonie Lichterfelde-West schuf. Im Jahr 1901 kam er mit einem Arbeitsvertrag der Deutschen Kolonialgesellschaft für Südwestafrika nach Deutsch-Südwestafrika. In der Hauptstadt Windhuk entfaltete er eine bis heute sichtbare reiche Bautätigkeit: So gehören der Erkrath-Gathemann-Kronprinz-Gebäudekomplex in der Independence Avenue zu seinen Werken; außerdem hat Sander am „Tintenpalast“ mitgewirkt. Als deutlichstes Zeichen seines Schaffens dürfen wohl die drei Windhuker Stadt-Burgen gelten: die Heinitzburg, die Schwerinsburg und die Sanderburg. In ähnlicher Art schuf Sander 1907 bis 1908 auch das Schloss Duwisib südwestlich von Maltahöhe. Keetmanshoop verdankt die Deutsch-Lutherische Kirche seinem Schaffen.
Wilhelm Sander war zweimal verheiratet: 1910 mit Paola geb. Eck und 1921 mit Else geb. Fröbel. 1922 zog er nach Lüderitz, wo er 1930 starb.

### Bauwerke
Eine Auswahl der von Sander geplanten beziehungsweise errichteten Bauwerke:

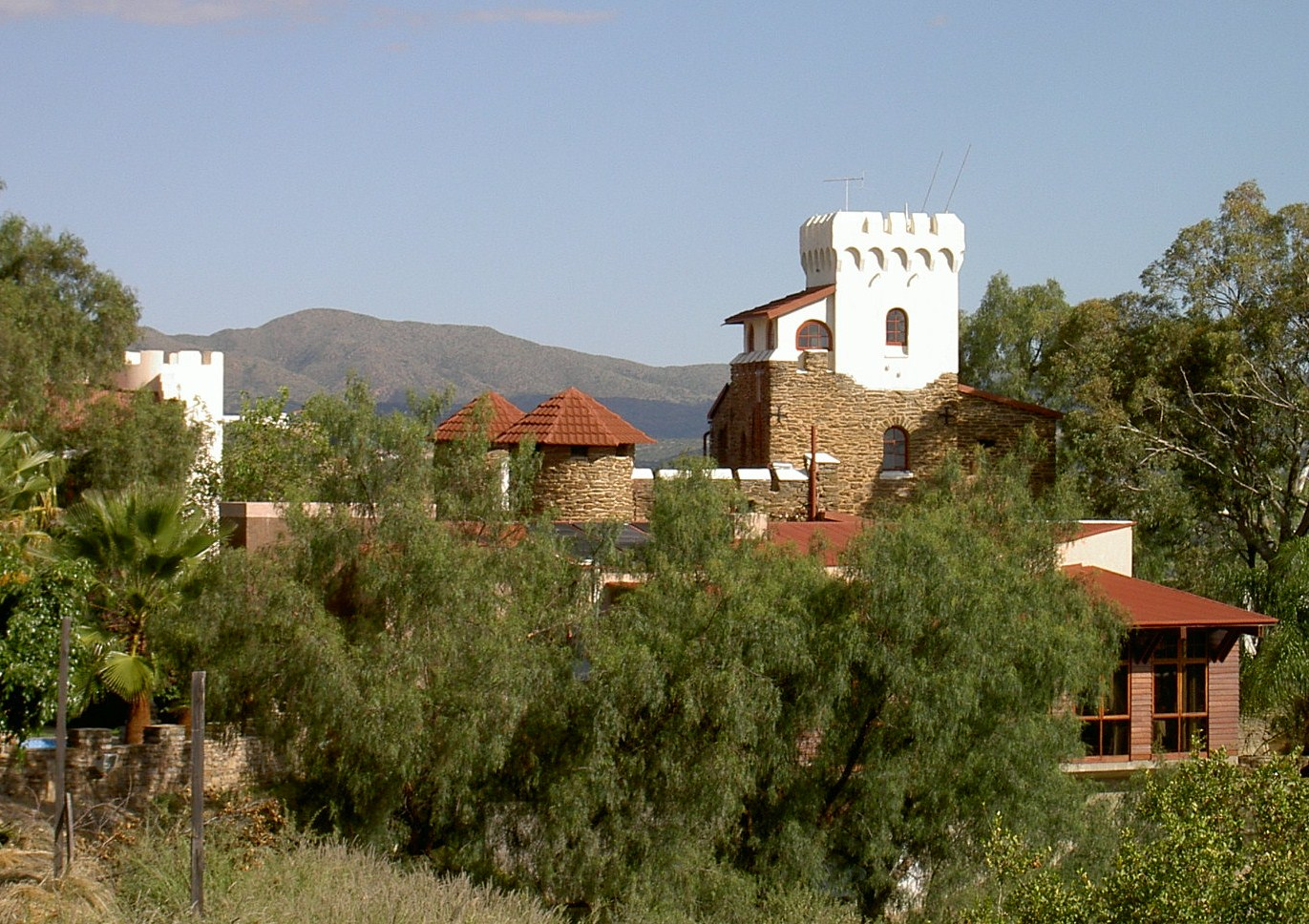
Heinitzburg
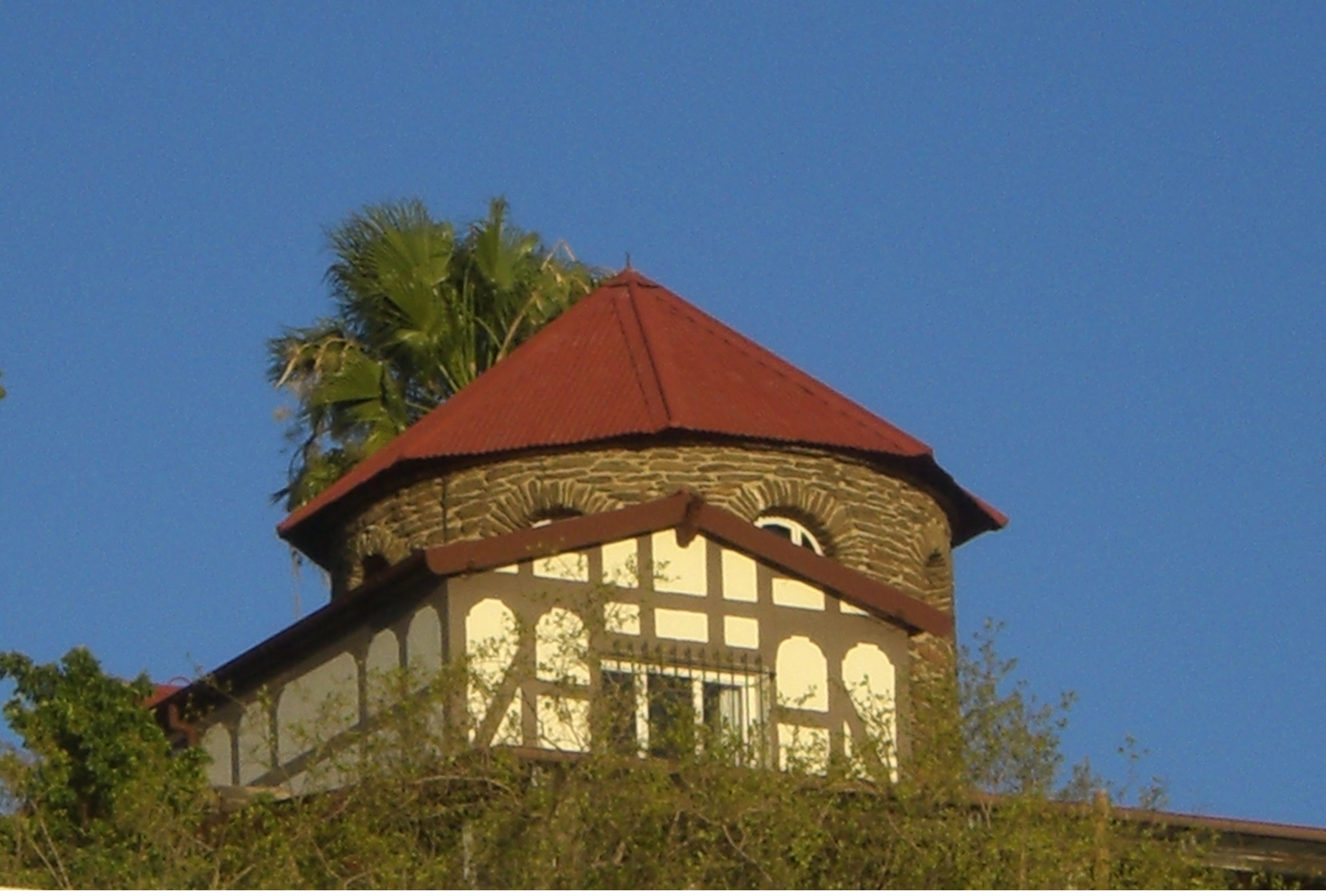
Sanderburg
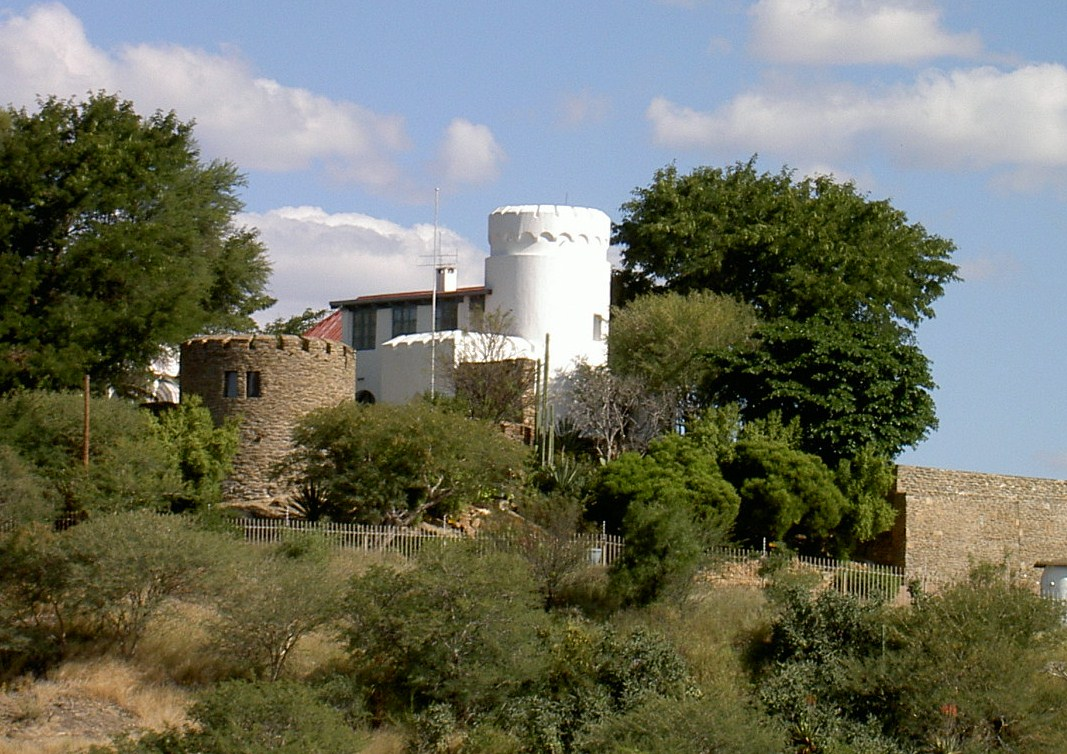
Schwerinsburg
Erkrath-Gathemann-Kronprinz-Gebäudekomplex
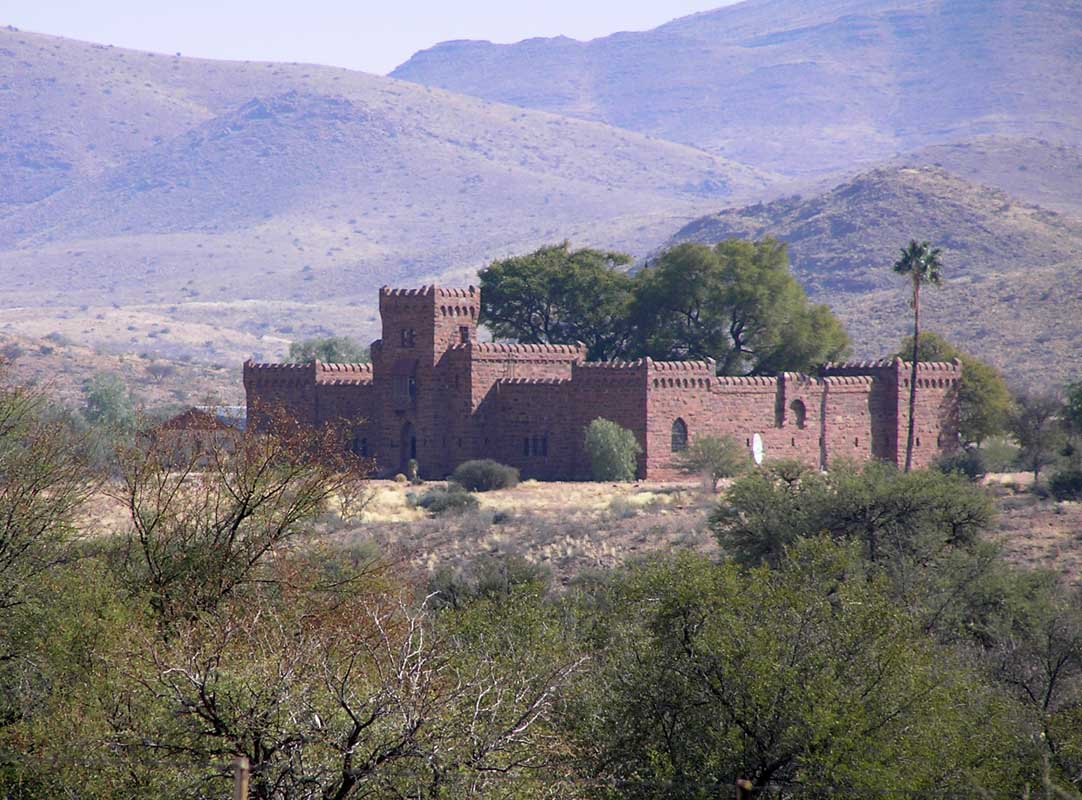
Duwisib
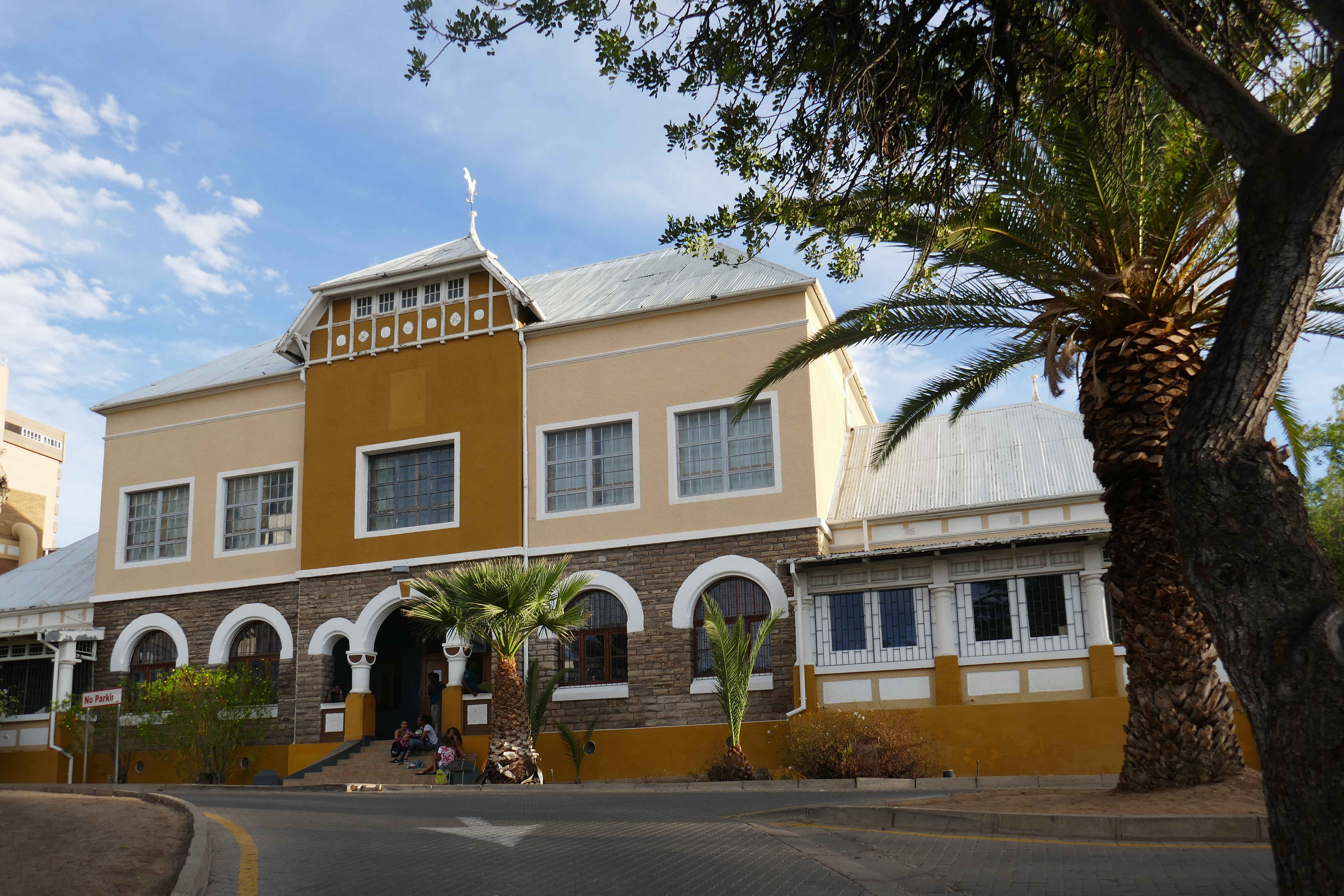
Volkshochschule